# Blangy-sur-Ternoise
Blangy-sur-Ternoise – miejscowość i gmina we Francji, w regionie Hauts-de-France, w departamencie Pas-de-Calais.
Według danych na rok 1990 gminę zamieszkiwało 747 osób, a gęstość zaludnienia wynosiła 64 osób/km² (wśród 1549 gmin regionu Nord-Pas-de-Calais Blangy-sur-Ternoise plasuje się na 649. miejscu pod względem liczby ludności, natomiast pod względem powierzchni na miejscu 242.).